# 波諾爾鄉 (阿爾巴縣)

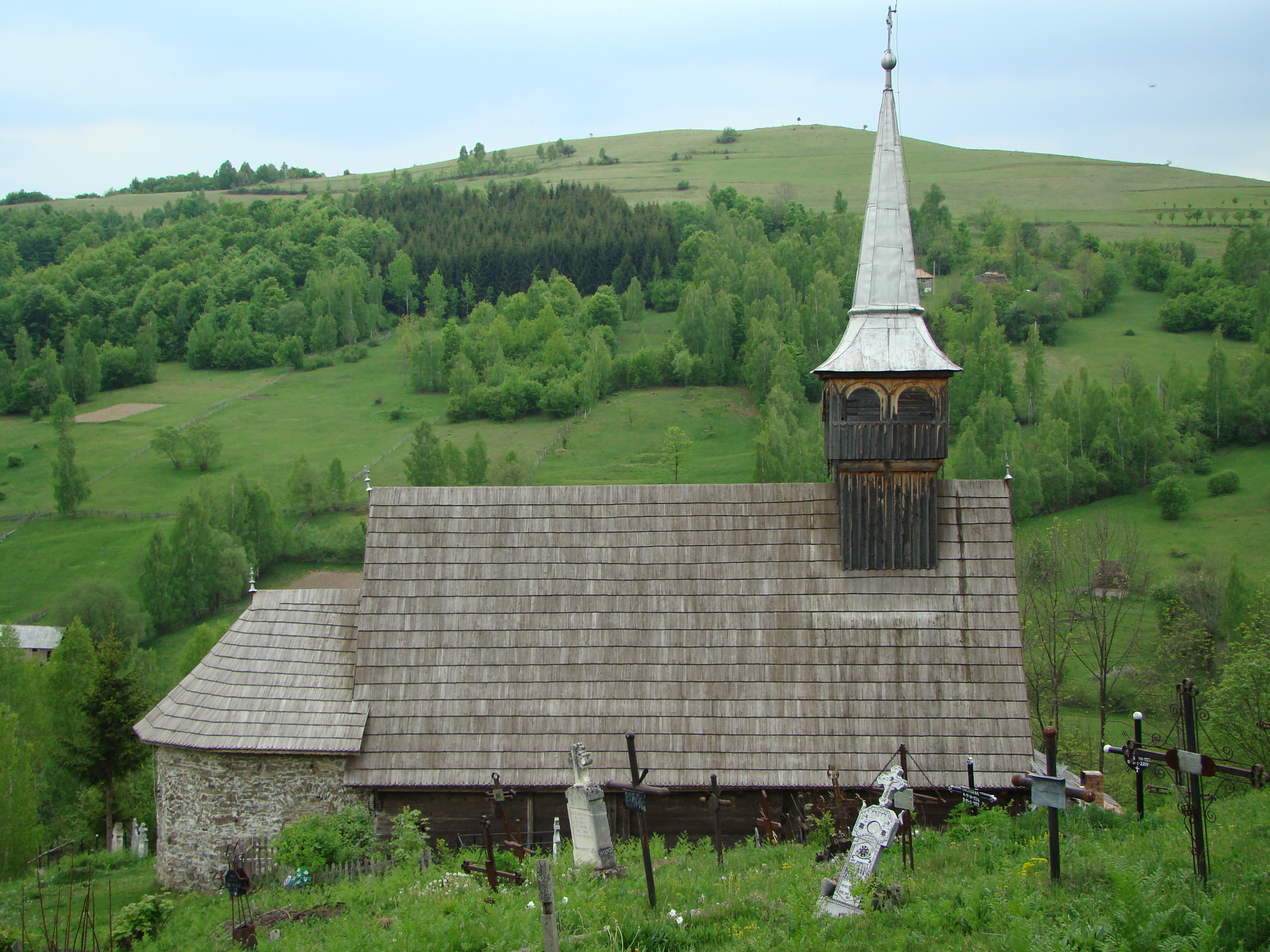

46°20′28″N 23°24′07″E / 46.341°N 23.402°E
波諾爾鄉（羅馬尼亞語：Comuna Ponor, Alba），是羅馬尼亞的鄉份，位於該國中部，由阿爾巴縣負責管轄，面積62平方公里，海拔高度869米，2011年人口540，人口密度每平方公里11人。